# Bayındır, Beyşehir
Bayındır là một xã thuộc huyện Beyşehir, tỉnh Konya, Thổ Nhĩ Kỳ. Dân số thời điểm năm 2011 là 462 người.